# Coelbren
Coelbren är en by i Powys i Wales. Byn är belägen 48,3 km 
från Cardiff. Orten har 523 invånare (2016).